# Табори (Тотемський район)
Та́бори (рос. Таборы) — присілок у складі Тотемського району Вологодської області, Росія. Входить до складу Калінінського сільського поселення.

## Населення
Населення — 17 осіб (2010; 33 у 2002).
Національний склад (станом на 2002 рік):
- росіяни — 100 %